# Gmina Imavere
Gmina Imavere (est. Imavere vald) – nieistniejąca gmina wiejska w Estonii, w prowincji Järva. W 2017 roku została włączona do gminy Järva.
W skład gminy wchodziło:
- 13 wsi: Eistvere, Hermani, Imavere, Jalametsa, Järavere, Kiigevere, Käsukonna, Laimetsa, Puiatu, Pällastvere, Taadikvere, Tammeküla, Võrevere.